# Izquierda Cristiana de Chile
Partido Izquierda Cristiana de Chile (IC) ist eine linke Partei in Chile, die am 24. Oktober 1971 aus einer Abspaltung der Christdemokratischen Partei Chiles (PCCh) entstanden ist und 1971–1973 Teil der Regierungskoalition von Salvador Allende war. Sie war die Partei dieser Koalition, die sich am meisten mit der Befreiungstheologie identifizierte. Heutzutage ist die Partei (neben PCCh) ein Bestandteil des Parteienbündnis Juntos Podemos Más.

Das Emblem der Partei

## Geschichte
Nachdem sich die Mehrheit der Abgeordneten und Senatoren der Christdemokratischen Partei immer mehr von der marxistischen Politik der Regierung Salvador Allendes distanzierte, entschied sich der linke Rand der Partei, sich von dieser zu trennen, eine eigene Partei zu gründen und in die Regierung einzutreten.
Am 31. Juli 1971 erklärte Bosco Parra, er sehe keine Zukunft mehr für die linkschristlichen Positionen innerhalb der Christdemokratischen Partei. Er wurde durch sechs weitere Parlamentsmitglieder (Fernando Buzeta, Jaime Concha, Alberto Jaramillo, Luis Maira, Pedro Urra und Pedro Videla) unterstützt, sowie durch Luis Badilla, Sekretär der christdemokratischen Jugendorganisation. Einer der Gründer war auch Rafael Agustín Gumucio (von 1967 bis 1969 Präsident der Christdemokratischen Partei). Sie entschieden sich, eine eigene Partei zu gründen und verstanden sich als der politische Arm der Befreiungstheologie. Der neuen Organisation schlossen sich auch einige MAPU-Mitglieder an, darunter drei Senatoren: Julio Silva Solar (1967 Generalsekretär der Christdemokratischen Partei), Alberto Jerez und vor allem Jacques Chonchol (1964 Präsident der Christdemokratischen Partei, danach zuständig für die Bodenreform unter Eduardo Frei Montalva), die mit MAPUs Anlehnung am Marxismus-Leninismus unzufrieden waren (Movimiento de Acción Popular Unitaria – abgekürzt MAPU – wurde 1969 durch linksradikale Mitglieder der Christdemokratischen Partei gegründet).
Die neugegründete Izquierda Cristiana gehörte der Unidad Popular an. Sie verkündete, eine Partei der christlichen und humanistischen Tradition zu sein und für den Aufbau des Sozialismus zu sein.
In der Unidad Popular neigte die Partei zum radikaleren Flügel (wie die linke Mehrheit der damaligen Sozialistischen Partei und des MAPU).
Nach dem Militärputsch 1973 wurde die Partei verboten. Nach der Rückkehr zur Demokratie versuchte die Partei, sich wieder zu organisieren, doch die wichtigsten Politiker traten 1989 bei der Sozialistischen Partei ein.

## Gegenwart
Die Izquierda Cristiana besteht auch heutzutage und ist wieder im Parteienregister eingeführt worden, nachdem sie 1989 aus dem Register gelöscht wurde, da sie bei der Wahl zu wenig Stimmen erzielen konnte. Sie arbeitet eng mit der Kommunistischen Partei und der Humanistischen Partei innerhalb des Parteienbündnisses Juntos Podemos Más zusammen. Auf dem Parteitag im Jahr 2006 legte die Izquierda Cristiana ihre ideologischen Grundlagen fest und bekannte sich zur Befreiungstheologie und zum Aufbau einer sozialistischen und antikapitalistischen Gesellschaft.